# Lingua susu
Il susu (endonimo susu: Sosoxui; francese: Soussou) è la lingua del popolo Susu o Sosso di Guinea e Sierra Leone, nell'Africa occidentale. Appartiene alla famiglia linguistica mande e il suo parente più prossimo è lo Yalunka. È una delle lingue nazionali della Guinea e viene parlata principalmente nella regione costiera del Paese.

## Storia
La lingua era usata anche dalle popolazioni delle regioni costiere della Guinea e della Sierra Leone come lingua commerciale.
La prima opera letteraria in susu fu una traduzione dei primi sette capitoli del Vangelo di Matteo, ad opera di John Godfrey Wilhelm della Church Mission Society. L'opera fu pubblicata a Londra con il titolo Lingjili Matthew nel 1816. J.G. Wilhelm tradusse una parte considerevole del Nuovo Testamento, ma solo questa piccola parte sembra essere stata stampata.